# Karera
Karera é uma cidade e uma nagar panchayat no distrito de Shivpuri, no estado indiano de Madhya Pradesh.

## Geografia
Karera está localizada a 25° 28′ N, 78° 09′ L. Tem uma altitude média de 305 metros (1000 pés).

## Demografia
Segundo o censo de 2001, Karera tinha uma população de 23 491 habitantes. Os indivíduos do sexo masculino constituem 55% da população e os do sexo feminino 45%. Karera tem uma taxa de literacia de 65%, superior à média nacional de 59,5%: a literacia no sexo masculino é de 73% e no sexo feminino é de 54%. Em Karera, 16% da população está abaixo dos 6 anos de idade.